# Movimento Novo Rumo
Movimento Novo Rumo (Beweging Nieuwe Weg), vaak afgekort tot MNR, is een politieke partij in Sao Tomé en Principe.
De partij deed in 2006 mee aan de parlementsverkiezingen en haalde 4,71% van de stemmen, goed voor één zetel in de Assembleia Nacional namens het stemdistrict van het eiland Principe. In 2010 deed de partij niet meer mee en raakte dus haar zetel kwijt.
Acção Democrática Independente · Coligação Democrática da Oposição · Movimento Democrático das Forças da Mudança-Partido Liberal · Movimento de Libertação de São Tomé e Príncipe-Partido Social Democrata · Movimento Novo Rumo · Partido de Convergência Democrática-Grupa de Reflexão · Uê Kédadji · União para a Mudança e Progresso do Príncipe